# Liothrips umbripennis
Liothrips umbripennis är en insektsart som först beskrevs av Ian A. Hood 1909.  Liothrips umbripennis ingår i släktet Liothrips och familjen rörtripsar. Inga underarter finns listade i Catalogue of Life.